# サイクロバクター・アデリエンシス
サイクロバクター・アデリエンシス（Psychrobacter adeliensis）はプロテオバクテリア門ガンマプロテオバクテリア綱シュードモナス目モラクセラ科サイクロバクター属の種の一つであり、南極のアデリーランドにあるGeologie Archipelagoの定着氷から分離されたグラム陰性細菌である。